# Morro do Pilar
Morro do Pilar este un oraș în Minas Gerais (MG), Brazilia.